# Zubrzyca Górna

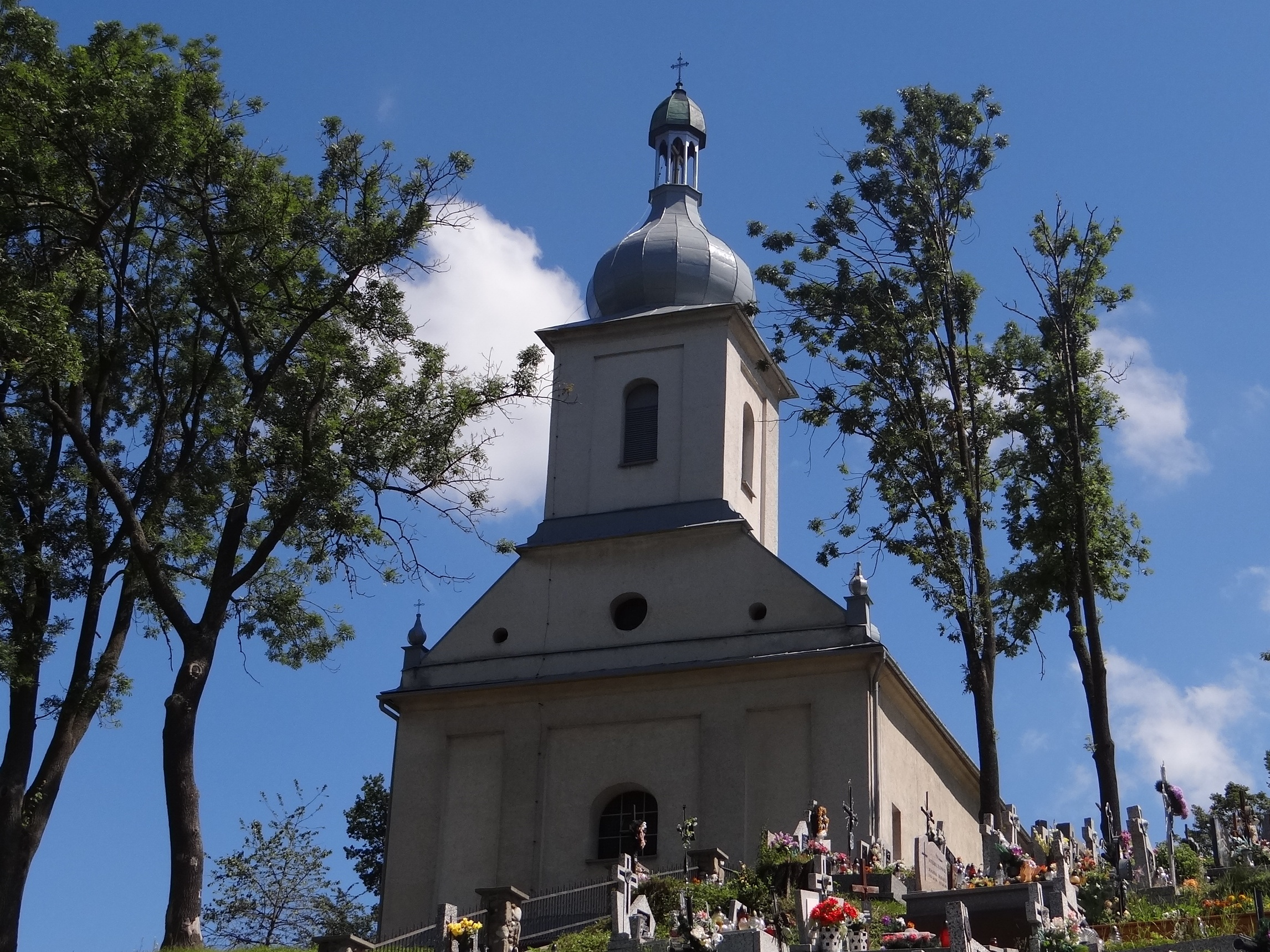
Kościół

Zubrzyca Górna (węg. Felsőzubrica, słow. Vyšná Zubrica) – wieś w Polsce położona w województwie małopolskim, w powiecie nowotarskim, w gminie Jabłonka.

## Położenie
Wieś położona u podnóży dwóch gór: Babiej Góry i Policy (Syhlec). Potoki Zubrzycy Górnej i Dolnej należą do zlewiska Morza Czarnego, tak jak i pozostałe rzeki Orawy. Wieś spokojna, z dala od głównych szlaków turystycznych. Jedną z atrakcji turystycznych jest pobliska Babia Góra (1724,2 m n.p.m.), z której rozciąga się panorama na Tatry. Przez wieś przebiega droga wojewódzka nr 957. Wieś skanalizowana została ze środków funduszu ochrony środowiska i unijnych.

## Historia
Wieś założona w XVI wieku głównie przez Wołochów, wędrujących przez Karpaty i polskich osadników uciekających przed pańszczyzną na rzecz polskich magnatów. Pochodzili oni prawdopodobnie z dóbr suskich, żywieckich i kalwaryjskich, na co wskazują najstarsze występujące tutaj nazwiska.
W 1714 r. erygowana została Parafia św. Michała Archanioła w Zubrzycy Górnej.
Od czasu swego powstania, aż do roku 1918 wieś była częścią Królestwa Węgier, zamieszkała jednak była głównie przez Polaków. Po I wojnie światowej i upadku Austro-Węgier, 5 listopada 1918 r., wieś została przyłączona do Polski. 28 listopada 1918 r. Dekretem Tymczasowego Naczelnika Państwa Józefa Piłsudskiego, przyjętym przez rząd ludowy Jędrzeja Moraczewskiego zarządzone zostały tu wybory powszechne do Sejmu Ustawodawczego na dzień 26 stycznia 1919 r. Przynależność do Polski potwierdziło 31 grudnia 1918 r. polsko-czechosłowackie porozumienie zawarte w Chyżnem wyznaczające przebieg tymczasowej granicy wprost od Babiej Góry do Tatr. Jednakże 13 stycznia 1919 r. na skutek sfingowanego rozkazu naczelnego wodza Sił Sprzymierzonych gen. Ferdynanda Focha, Wojsko Polskie otrzymało nakaz wycofania się z tego terenu i w jego miejsce wkroczyło wojsko czechosłowackie. 27 września 1919 r. Rada Ambasadorów zapowiedziała przeprowadzenie tu plebiscytu, i wiosną 1920 r. teren plebiscytowy (całość Górnej Orawy) znalazł się pod kontrolą Międzysojuszniczej Komisji Rządzącej i Plebiscytowej, ale do plebiscytu nie doszło. Decyzją Rady Ambasadorów z 28 lipca 1920 r. wieś powróciła w granice państwa polskiego. Od 21 listopada 1939 r. do początku 1945 była okupowana przez Słowację.
W latach 1920–1925 siedziba zbiorowej gminy Zubrzyca Górna. W latach 1975–1998 miejscowość administracyjnie należała do województwa nowosądeckiego.

## Zabytki
Obiekty wpisane do rejestru zabytków nieruchomych województwa małopolskiego.
- Zagroda nr 231;
- zagroda nr 268.

### Inne zabytki
- Orawski Park Etnograficzny w Zubrzycy Górnej – znajdują się w nim chałupy orawskie z XVIII i XIX wieku oraz kilka zabytkowych warsztatów. Skansen (tworzony od 1937 r.) został otwarty w 1955 r. Współzałożycielką i pierwszą dyrektorką parku była urodzona we Lwowie polska etnolog Wanda Jostowa.

## Kultura
We wsi jest używana gwara orawska, zaliczana przez polskich językoznawców jako gwara dialektu małopolskiego języka polskiego, przez słowackich zaś jako gwara przejściowa polsko-słowacka.

## Religia
W 1989 r. z parafii w Zubrzycy Górnej wyodrębniona została Parafia Matki Bożej Szkaplerznej w Zubrzycy Dolnej.

## Urodzeni w Zubrzycy Górnej
- Władysław Mszal (1929–2012) – salwatorianin, proboszcz parafii we Wszemirowie[15].
- Stanisław Mszal (1935–2012) – pierwszy proboszcz Parafii Podwyższenia Krzyża Świętego w Psarach i budowniczy tamtejszego kościoła[16].
- Stefan Misiniec (w 1942 r.) – ksiądz rzymskokatolicki, poeta, pisarz, animator kultury, laureat Medalu Św. Brata Alberta[17].